# Zhenbao
L'illa de Zhenbao (xinés simplificat: 珍宝, xinés tradicional: 珍寶, pinyin: Zhēnbǎo, literalment 'tresor'), també coneguda pel nom rus d'illa de Damanski (о́стров Дама́нский), és una petita illa xinesa de 0,74 km² al riu Ussuri, a la frontera entre Rússia i la Xina.
L'illa fou objecte d'una disputa territorial entre la Unió Soviètica i la República Popular Xina al 1969, quan les tropes xineses n'atacaren les soviètiques estacionades a l'illa. L'enfrontament bèl·lic es produí en el marc de les reivindicacions territorials de la Xina sobre regions controlades per la Unió Soviètica, que afloraren després de produir-se la ruptura sinosoviètica, la crisi en les relacions entre els dos estats als anys 1960.
La lluita per l'illa provocà uns 58 morts i 94 ferits en les tropes soviètiques i unes 800 baixes entre morts i ferits en les fileres xineses.
El 19 de maig de 1991, la Unió Soviètica reconegué la sobirania xinesa sobre l'illa en signar l'acord fronterer sinosoviètic de 1991 amb la República Popular Xina.
Hi ha un documental soviètic, titulat Illa de Damanski, de l'any 1969 (Остров Даманский. 1969 год), que recull entrevistes amb soldats dels dos bàndols.
La pel·lícula Zérkalo d'Andrei Tarkovski inclou una seqüència documental del conflicte fronterer sinosoviètic per la possessió de l'illa.